# Louis Chervin
Louis Chervin (1905-1969), est un peintre français.

## Biographie
Louis Chervin  naît  le 3 juin 1905 dans le 8e arrondissement de Paris.
Aquarelliste, il expose des paysages au Salon des indépendants de 1927 et 1928. 
Il est nommé peintre officiel de la Marine en 1957.
Il meurt le 17 janvier 1969 au sein de l'Hôpital Vaugirard dans le 15e arrondissement